# Daltjärnen (Eds socken, Värmland)
Daltjärnen är en sjö i Grums kommun i Värmland och ingår i Göta älvs huvudavrinningsområde. Sjön har en area på 0,13 kvadratkilometer och ligger 112,3 meter över havet.

## Delavrinningsområde
Daltjärnen ingår i det delavrinningsområde (656750-134045) som SMHI kallar för Nedlagd mätstation. Medelhöjden är 75 meter över havet och ytan är 70,84 kvadratkilometer. Räknas de 2 avrinningsområdena uppströms in blir den ackumulerade arean 120,87 kvadratkilometer. Tarmsälven som avvattnar avrinningsområdet har biflödesordning 2, vilket innebär att vattnet flödar genom totalt 2 vattendrag innan det når havet efter 260 kilometer. Avrinningsområdet består mestadels av skog (53 procent), öppen mark (11 procent) och jordbruk (31 procent). Avrinningsområdet har 0,21 kvadratkilometer vattenytor vilket ger det en sjöprocent på 0,3 procent. Bebyggelsen i området täcker en yta av 0,81 kvadratkilometer eller 1 procent av avrinningsområdet.